# (10261) Никдоллежаль
(10261) Никдоллежаль (лат. Nikdollezhal') — типичный астероид главного пояса, открыт 22 августа 1974 года советским астрономом Людмилой Журавлёвой в Крымской астрофизической обсерватории и 18 марта 2003 года назван в честь советского учёного-энергетика Николая Доллежаля.

## Обнаружение и именование
(10261) Никдоллежаль
Открыт 22 августа 1974 года в Крымской астрофизической обсерватории Л. В. Журавлёвой.
Академик Николай Антонович Доллежаль (1899—2000) — российский специалист в области энергетики, был главным конструктором реактора для первой в мире атомной электростанции, расположенной в Обнинске, примерно в 120 км к юго-западу от Москвы.
Оригинальный текст (англ.)10261 Nikdollezhalʹ
Discovered 1974 Aug. 22 by L. V. Zhuravleva at the Crimean Astrophysical Observatory.
Academician Nikolaj Antonovich Dollezhalʹ (1899—2000), Russian expert in power engineering, was the chief designer of the reactor for the world's first atomic power station, located in Obninsk, some 120 km southwest of Moscow.
Источники: 20030318/MPCPages.arc; M.P.C. 48155.

## Орбита

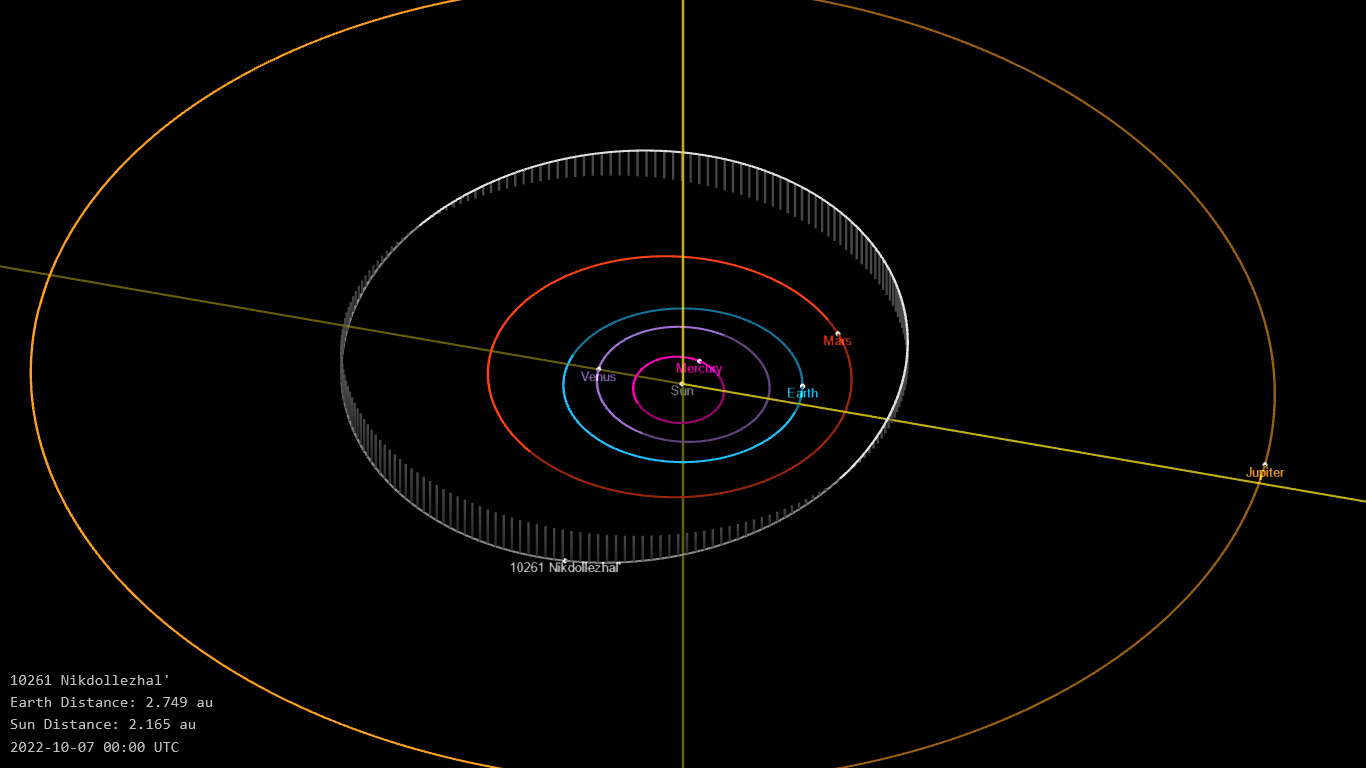
Орбита астероида Никдоллежаль и его положение в Солнечной системе

## Физические характеристики
Астероид относят к таксономическому классу P.
По результатам наблюдений в видимом и ближнем инфракрасном диапазоне космического телескопа NEOWISE и наблюдений в инфракрасном диапазоне спутника Akari диаметр астероида оценивался равным 11,827±0,111 км, 11,48±1,15 км, 14,05±4,38 км, 13,77±1,45 км, 12,06±4,05 км и 11,38±3,14 км. Согласно тем же источникам альбедо оценивается как 0,0670±0,0050, 0,085±0,017, 0,04±0,03, 0,03±0,01, 0,067±0,005, 0,037±0,029 и 0,039±0,025.